# Trittico d'autunno
Trittico d'autunno (italienska för "höst-triptyken", friare "höst-trippeln") är en inofficiell beteckning för tre klassiska norditalienska endags cykeltävlingar som avhålls i slutet av september till mitten av oktober (på 2000-talet har tävlingarna normalt hållits onsdag, torsdag och lördag i samma vecka: som 10-13 oktober 2018). Tävlingarna är:
- Onsdag: Milano-Turin
- Torsdag: Gran Piemonte (tidigare Giro del Piemonte)
- Lördag: Lombardiet runt

Alla tre tävlingarna arrangeras av RCS Sport (som även arrangerar Giro d'Italia). Ingen sammanlagd vinnare utses dock.
Även om Lombardiet runt alltid gått på hösten (som tidigast 29 september 2012, som senast 12 november 1905), har de andra två inte alltid varit hösttävlingar. Milano-Turin gick i mars-april fram till och med 1973 och så även 1982-1985 (1986 var den inställd) samt 2005-2007 och Giro del Piemonte har också flyttat runt i kalendern, men hållit sig på hösten sedan 1971 (som tidigast 31 augusti 1974). Endast fyra cyklister har lyckats vinna alla tre klassikerna: Giovanni Gerbi, Costante Girardengo, Gaetano Belloni och Roger De Vlaeminck, men bara Girardengo vann dem samma år, 1919 (när Milano-Turin gick i april, Giro del Piemonte i maj och Lombardiet runt i november). De Vlaeminck vann å andra sidan alla tre tävlingarna på hösten (Milano-Turin 3/9 1974, Giro del Piemonte 18/10 1977 och Lombardiet runt 9/10 1976).

## Segrare sedan 1987
| År   | Milano-Turin            | Giro del Piemonte Gran Piemonte | Lombardiet runt   |
| ---- | ----------------------- | ------------------------------- | ----------------- |
| 1987 | Phil Anderson           | Adri van der Poel               | Moreno Argentin   |
| 1988 | Rolf Gölz               | Rolf Gölz                       | Charly Mottet     |
| 1989 | Rolf Gölz               | Claudio Chiappucci              | Tony Rominger     |
| 1990 | Mauro Gianetti          | Franco Ballerini                | Gilles Delion     |
| 1991 | Davide Cassani          | Djamolidine Abdoujaparov        | Sean Kelly        |
| 1992 | Gianni Bugno            | Erik Breukink                   | Tony Rominger     |
| 1993 | Rolf Sørensen           | Beat Zberg                      | Pascal Richard    |
| 1994 | Francesco Casagrande    | Nicola Miceli                   | Vladislav Bobrik  |
| 1995 | Daniele Nardello        | Claudio Chiappucci              | Gianni Faresin    |
| 1996 | Stefano Zanini          | Richard Virenque                | Andrea Tafi       |
| 1997 | Laurent Jalabert        | Gianluca Bortolami              | Laurent Jalabert  |
| 1998 | Niki Aebersold          | Marco Serpellini                | Oscar Camenzind   |
| 1999 | Markus Zberg            | Andrea Tafi                     | Mirko Celestino   |
| 2000 | -                       | -                               | Raimondas Rumšas  |
| 2001 | Mirko Celestino         | Nico Mattan                     | Danilo Di Luca    |
| 2002 | Michele Bartoli         | Luca Paolini                    | Michele Bartoli   |
| 2003 | Mirko Celestino         | Alessandro Bertolini            | Michele Bartoli   |
| 2004 | Marcos Serrano          | Allan Davis                     | Damiano Cunego    |
| 2005 | Fabio Sacchi (i mars)   | Murilo Fischer                  | Paolo Bettini     |
| 2006 | Igor Astarloa (i mars)  | Daniele Bennati                 | Paolo Bettini     |
| 2007 | Danilo Di Luca (i mars) | -                               | Damiano Cunego    |
| 2008 | -                       | Daniele Bennati                 | Damiano Cunego    |
| 2009 | -                       | Philippe Gilbert                | Philippe Gilbert  |
| 2010 | -                       | Philippe Gilbert                | Philippe Gilbert  |
| 2011 | -                       | Daniel Moreno                   | Oliver Zaugg      |
| 2012 | Alberto Contador        | Rigoberto Urán                  | Joaquim Rodríguez |
| 2013 | Diego Ulissi            | -                               | Joaquim Rodríguez |
| 2014 | Giampaolo Caruso        | -                               | Dan Martin        |
| 2015 | Diego Rosa              | Jan Bakelants                   | Vincenzo Nibali   |
| 2016 | Miguel Ángel López      | Giacomo Nizzolo                 | Esteban Chaves    |
| 2017 | Rigoberto Urán          | Fabio Aru                       | Vincenzo Nibali   |
| 2018 | Thibaut Pinot           | Sonny Colbrelli                 | Thibaut Pinot     |
| 2019 | Michael Woods           | Egan Bernal                     | Bauke Mollema     |
| 2020 | Arnaud Démare           | George Bennett                  | Jakob Fuglsang    |
| 2021 | Primož Roglič           | Matt Walls                      | Tadej Pogačar     |
| 2022 | Mark Cavendish          | Iván García Cortina             | Tadej Pogačar     |
| 2023 | Arvid de Kleijn         | Andrea Bagioli                  | Tadej Pogačar     |
| 2024 | Alberto Bettiol         | Neilson Powless                 | Tadej Pogačar     |